# Johannisberg, Djurgården

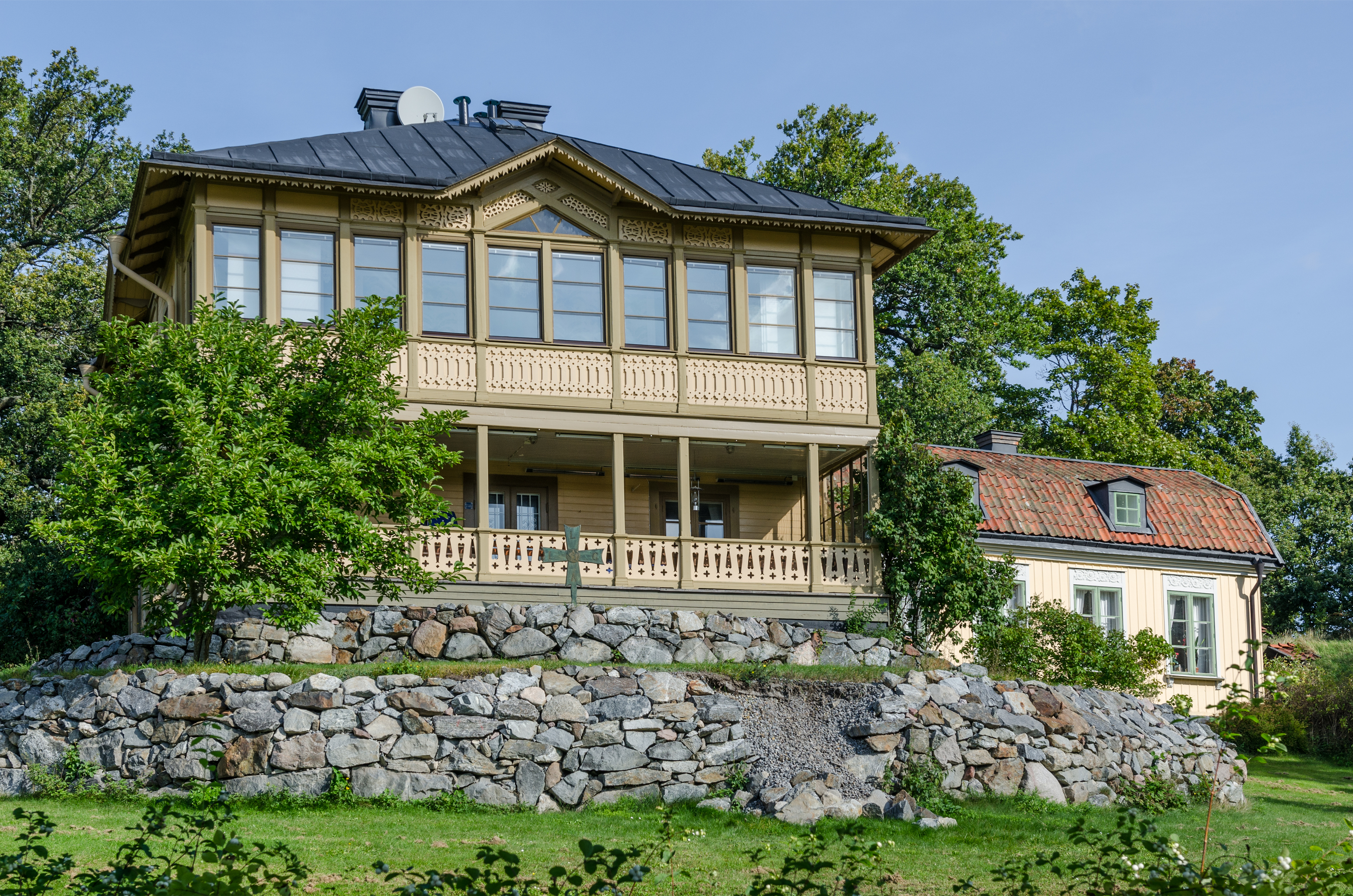
Johannisbergs huvudbyggnad och sommarsalongen i bakgrunden till höger.

Johannisberg (på äldre kartor Johannisborg) är en villa på Blockhusringen 30, Blockhusudden på Djurgården i Stockholm, vars sommarsalong är ett byggnadsminnesmärke sedan 1935.

## Historik

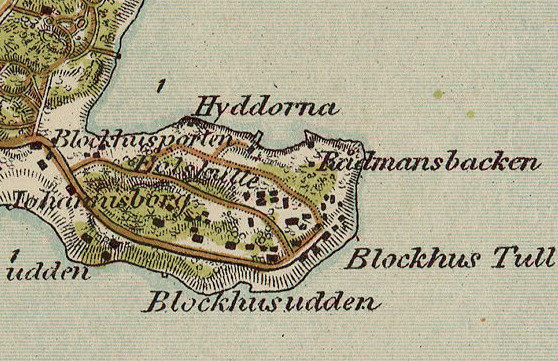
Blockhusudden och Johannisberg 1861.

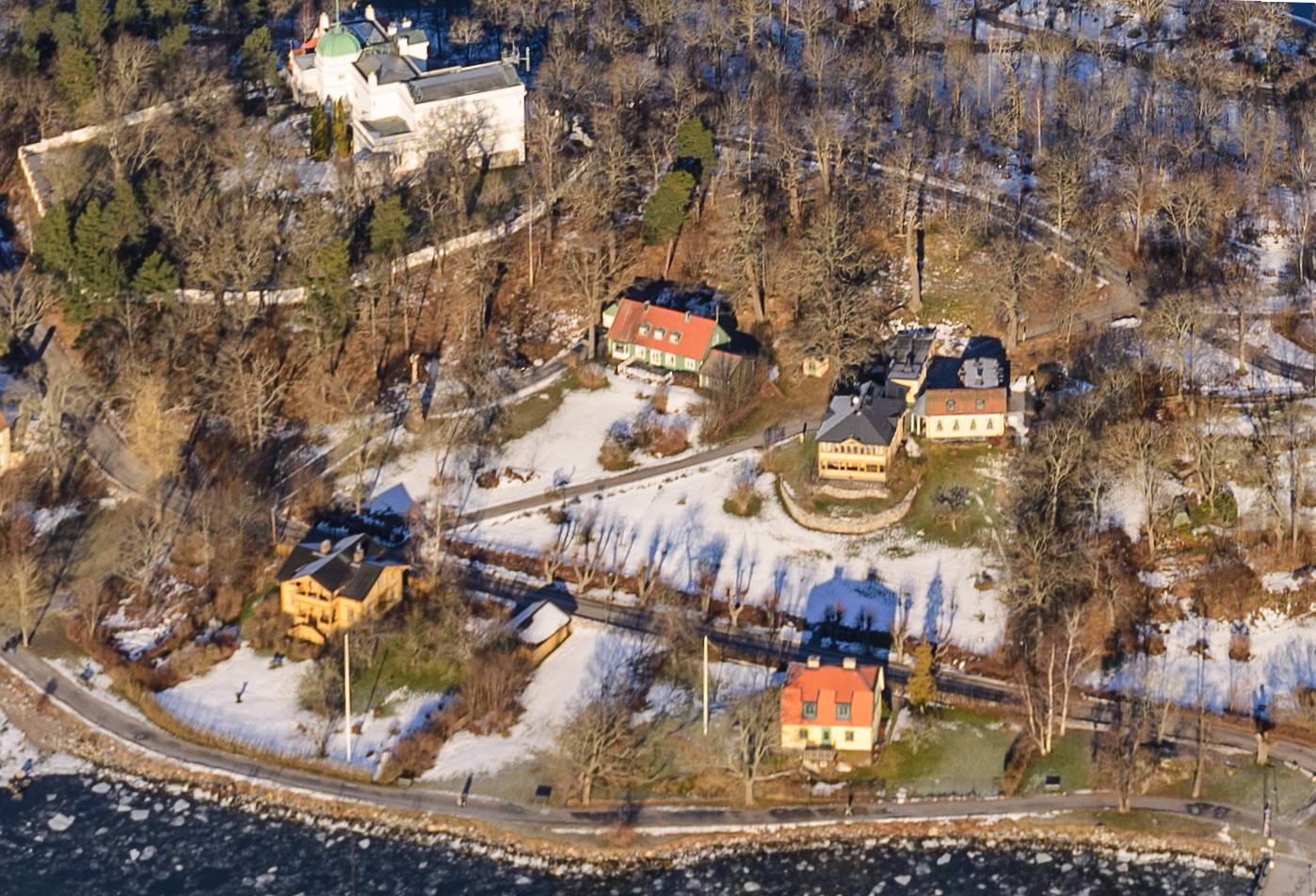
Eolskulle i februari 2013. Högst upp till vänster syns Thielska galleriet, rakt nedanför står Eolslund och till höger skymtar Johannisbergs båda byggnader. Huset närmast vattnet tillhörde tidigare Stora sjötullen.

Bebyggelsen ligger på södersluttningen av Eolskulle och var ursprungligen ett sommarnöje, uppfört för överinspektor Johan (Johannis) Trotzig som fick 1808 besittningsrätt till tomten för 50 år och namngav den efter sitt förnamn. Johannisberg såldes 1834 till krigsrådet Carl Jacob Salomon som bland annat lät uppföra sommarsalongen strax öster om Trotzigs villa. 
Johannisberg består av flera byggnader, dels huvudbyggnaden med sina stora glasverandor från 1810 som går tillbaka till Trotzig, dels sommarsalongen som uppfördes några år senare för Salomon. Det är sommarsalongen som förklarades 1935 till byggnadsminne. Under Salomons tid nyttjades sommarsalongen även som gudstjänstlokal för de boende på Blockhusudden. Det fanns även ett lusthus som troligen byggdes efter ritningar av Fredrik Blom och ett stall som 1968 ersattes av en modern villa.
Efter Salomon ägdes villan av bergsrådet Axel Beskow. 1906 förvärvades egendomen av kungliga Djurgårdsförvaltningen som hyrde ut Johannisberg till arkitekten Georg A. Nilsson med familj. Han efterföljdes av konstnären Axel Törneman som flyttade hit 1924, året innan han avled. Från Törnemans tid existerar en stor väggmålning i huvudbyggnadens tambur som han skapade tillsammans med vännen Isaac Grünewald. Huvudbyggnaden bebos sedan 2015 av Tommy och Åsa Rönngren. 
Efter 1965 och många år framåt bodde flygplansingenjören Lars Brising i den till permanentbostad ombyggda sommarpaviljongen, medan hans son, Dag Brising hyrde huvudbyggnaden. År 1998 genomgick byggnaden en omfattande ut- och invändig restaurering med bland annat konservering av 1830-talets tapeter. I sommarsalongen och den innanför liggande kammaren är den ursprungliga påkostade 1830-talsinredningen till stor del bevarad. 